# 中川エリカ
中川 エリカ（なかがわ エリカ、1983年 - ）は、東京都出身の日本の建築家。中川エリカ建築設計事務所主宰。慶應義塾大学湘南藤沢キャンパス(SFC) 環境情報学部、大学院 政策・メディア研究科 専任講師。 JIA新人賞、吉岡賞、U-35ゴールドメダル、 Toyo Ito Prize（伊東豊雄賞）など多数受賞。

## 略歴
- 1983年　東京都生まれ
- 2005年　横浜国立大学工学部建設学科建築学コース卒業
- 2007年　東京芸術大学大学院美術研究科建築設計専攻修了
- 2007年～2014年　オンデザイン勤務
- 2014年　中川エリカ建築設計事務所設立
- 2023年　慶應義塾大学湘南藤沢キャンパス(SFC) 環境情報学部、大学院 政策・メディア研究科 専任講師

## 主な作品
- 2015年　ライゾマティクス新オフィス移転計画
- 2016年　桃山ハウス
- 2018年　新宿パークタワーラウンジ

以下オンデザイン所属時の担当作
- 2009年　ヨコハマアパートメント*
- 2011年　筒の積み木*
- 2012年　村、その地図の描き方*
- 2015年　コーポラティブガーデン*

## 受賞歴
- 2011年 日事連建築賞　小規模建築部門　優秀賞(ヨコハマアパートメント)
- 2012年 JIA新人賞
- 2012年 日本建築学会作品選集(ヨコハマアパートメント)
- 2012年 住まいの環境デザインアワード2012　住環境デザイン優秀賞(ヨコハマアパートメント)
- 2013年 横浜・人・まち デザイン賞(ヨコハマアパートメント)
- 2015年 ベストデビュタント賞
- 2015年 住まいの環境デザインアワード2016　準グランプリ受賞(コーポラティブガーデン)
- 2016年 第15回ヴェネツィアビエンナーレ国際建築展 国別部門 特別表彰
- 2017年 住宅建築賞2017金賞(桃山ハウス)
- 2018年 第34回吉岡賞(桃山ハウス)
- 2018年 U-35ゴールドメダル(塔とオノマトペ)
- 2018年 Toyo Ito Prize（伊東豊雄賞）(塔とオノマトペ)

## 作風
- 細部まで作り込まれた巨大な模型を用いて設計することで、図面やCGでの検討では生まれ得ない身体的な建築を作り出す。
- 周辺の環境や特徴を細かく分析し、設計に取り込むことを得意としている。